# Jacques Doucet
Jacques Doucet (Parigi, 19 febbraio 1853 – 30 ottobre 1929) è stato uno stilista e collezionista d'arte francese, noto per i suoi abiti eleganti in colori pastello, realizzati con materiali leggeri e semitrasparenti.

## Biografia

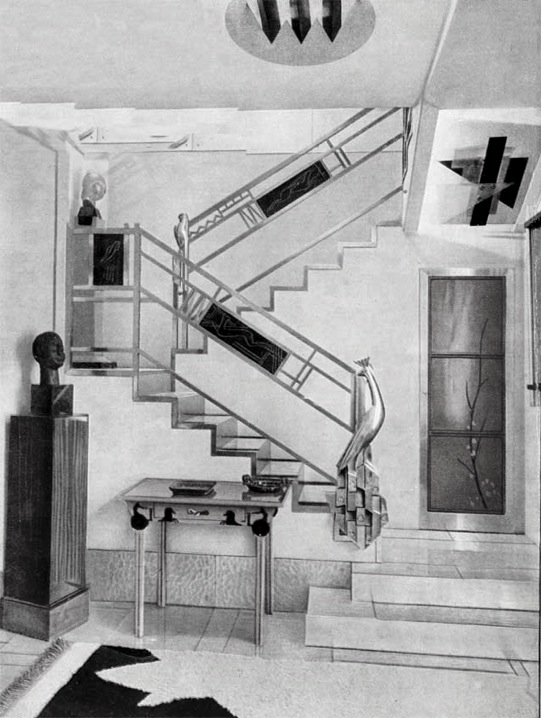
L'hôtel particulier di Jacques Doucet, 33 rue Saint-James, Neuilly-sur-Seine, 1929 (fotografia di Pierre Legrain).

Doucet nacque a Parigi nel 1853 da una famiglia benestante. Essa gestiva un'attività di vendita di lingerie e biancheria in Rue de la Paix, la Doucet Lingerie, fin dal 1816. Nel 1871 Doucet aprì un salone di vendita di abbigliamento femminile. Appassionato collezionista di mobili, opere d'arte, dipinti e sculture del XVIII secolo, molti dei suoi abiti erano fortemente influenzati da quest'epoca opulenta. A partire dal 1912, le mode di Jacques Doucet vennero illustrate sulla rivista di moda La Gazette du Bon Ton insieme ad altri sei importanti stilisti parigini dell'epoca: Louise Chéruit, Georges Doeuillet, Jeanne Paquin, Paul Poiret, Redfern & Sons e la Maison Charles Worth. Realizzò i suoi modelli più originali per le attrici dell'epoca: Cécile Sorel, Rejane e Sarah Bernhardt (per la quale disegnò il famoso costume bianco in L'Aiglon) indossavano spesso i suoi abiti, sia sul palco che fuori. Per loro riservò uno stile particolare, fatto di balze, linee sinuose e curve e volant di pizzo che riflettevano i colori dei fiori appassiti. Doucet era un designer di gusto e distinzione, che dava più valore alla solennità e al lusso rispetto alla novità e alla praticità, e la sua popolarità diminuì gradualmente durante gli anni '20.
Diversi anni dopo la prima guerra mondiale, nel 1927, i cubisti Joseph Csaky, Jacques Lipchitz, Louis Marcoussis, Henri Laurens, lo scultore Gustave Miklos e altri collaborarono alla decorazione di una casa-studio in rue Saint-James, a Neuilly-sur-Seine . L'hôtel particulier, di proprietà di Doucet, è stato progettato dall'architetto Paul Ruaud. Laurens progettò la fontana, Csaky progettò la scalinata, Lipchitz realizzò la cornice del camino e Marcoussis creò un tappeto cubista.

## Eredità
Collezionista d'arte e letteratura per tutta la vita, al momento della sua morte possedeva una collezione di dipinti postimpressionisti e cubisti, tra cui Les Demoiselles d'Avignon, che acquistò direttamente dallo studio di Picasso, oltre a due importanti collezioni di libri che donò alla nazione francese. La collezione di libri d'arte e ricerche di Doucet, da lui donati all'Università di Parigi nel 1917, divenne il nucleo dell'Istituto d'Arte e d'Archeologia dell'Università e fu infine trasferita all'Istituto Nazionale di Storia dell'Arte nel 2003. Alla sua morte, nel 1929, l'Università costituì la Biblioteca letteraria Jacques-Doucet a partire dalla sua collezione di manoscritti di autori contemporanei. Francois Chapon ha scritto un libro intitolato C'etait Jacques Doucet sulla vita e l'opera del designer.

## Galleria d'immagini

Abiti disegnati da Doucet
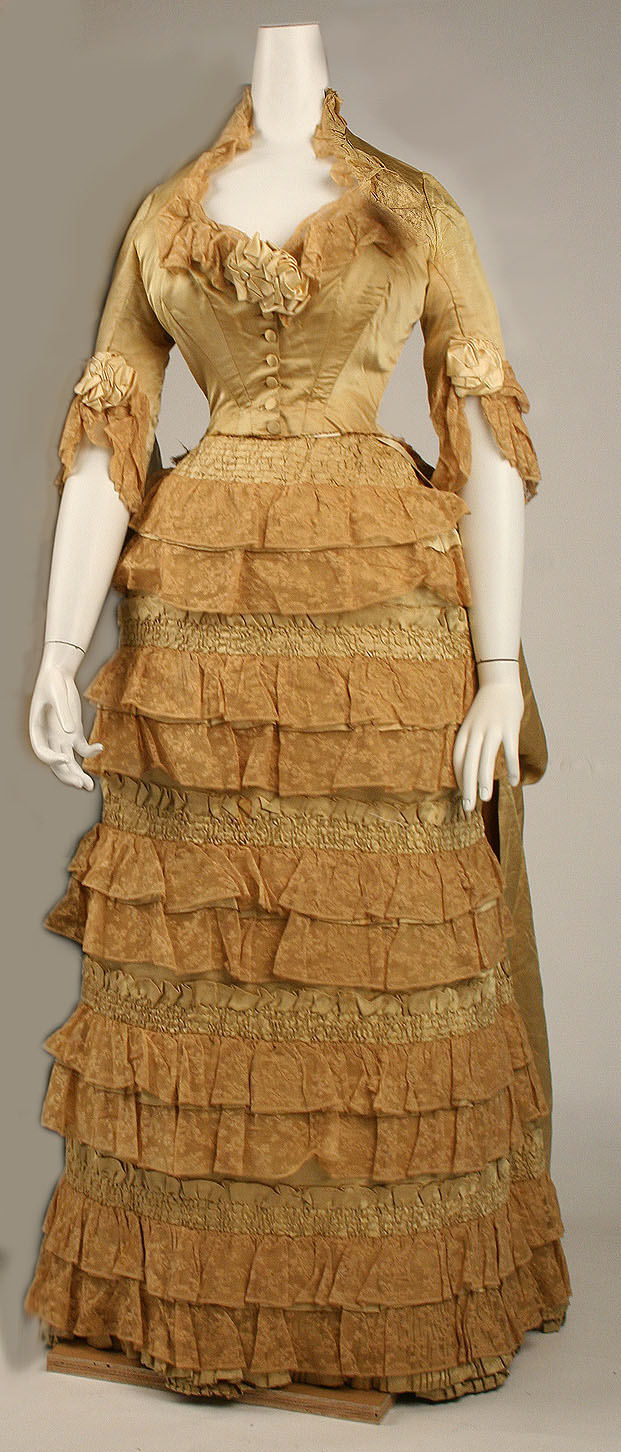
Abito, anni 1880
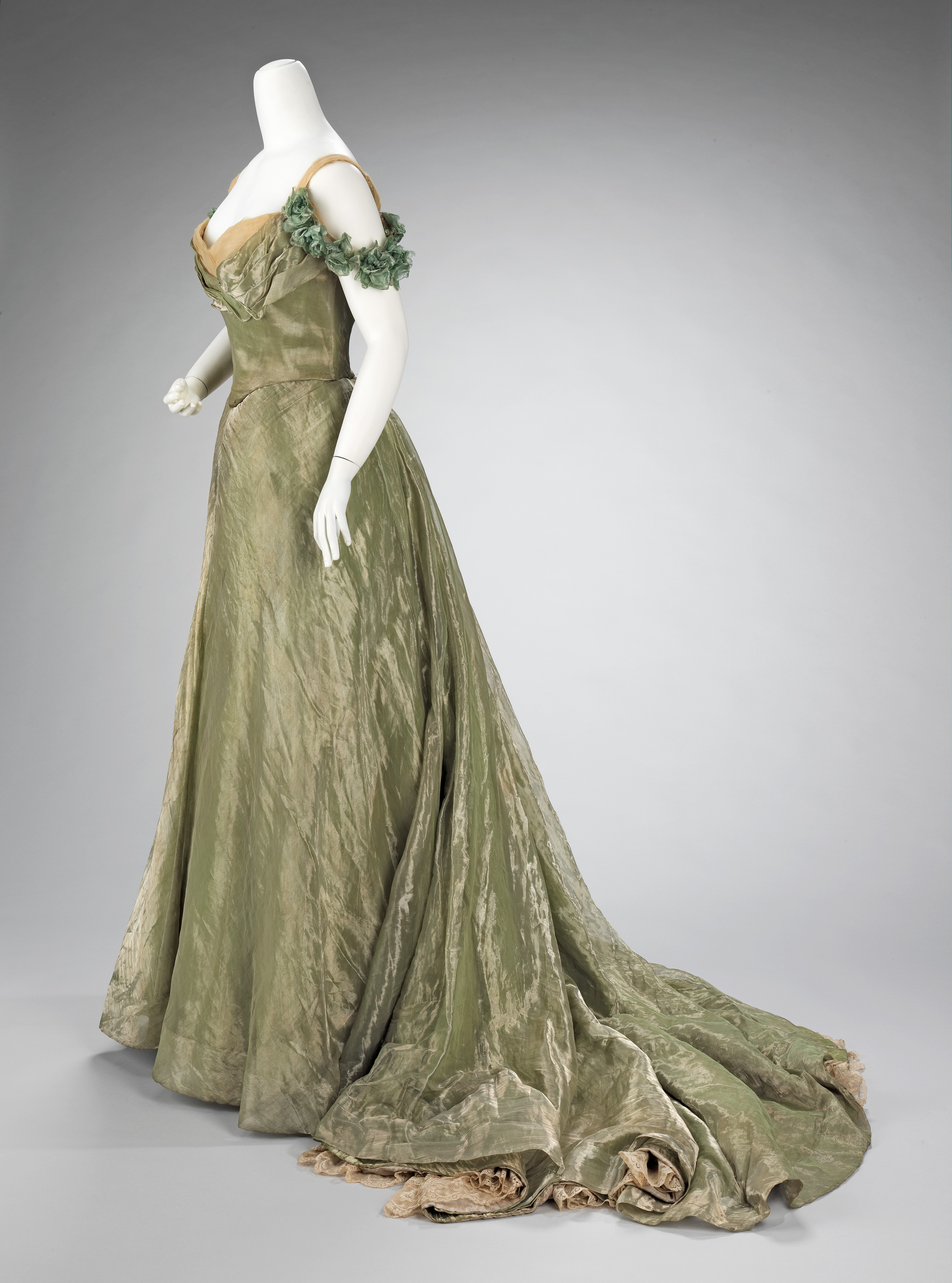
Abito da ballo, 1898–1900
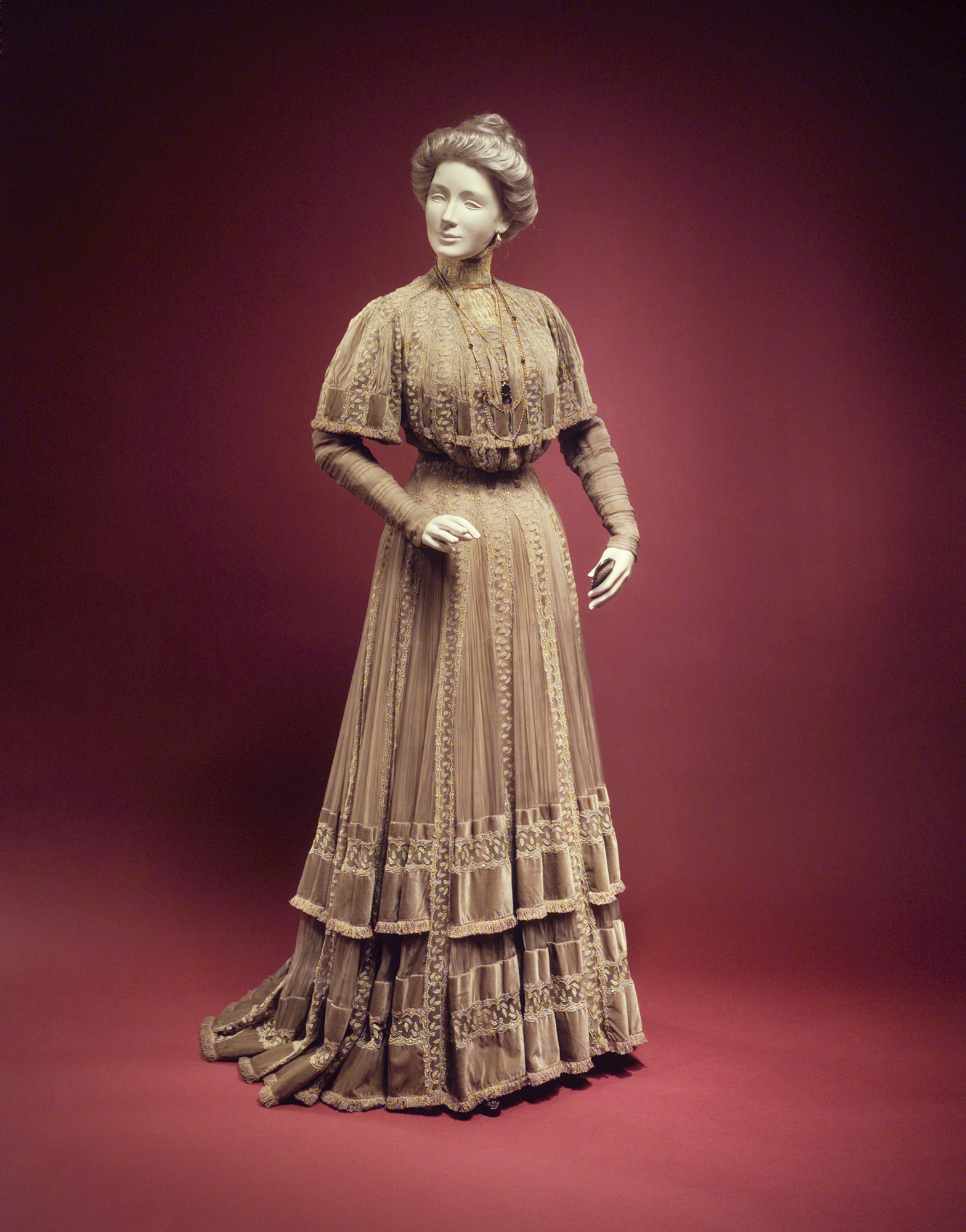
Abito da pomeriggio, ca 1903
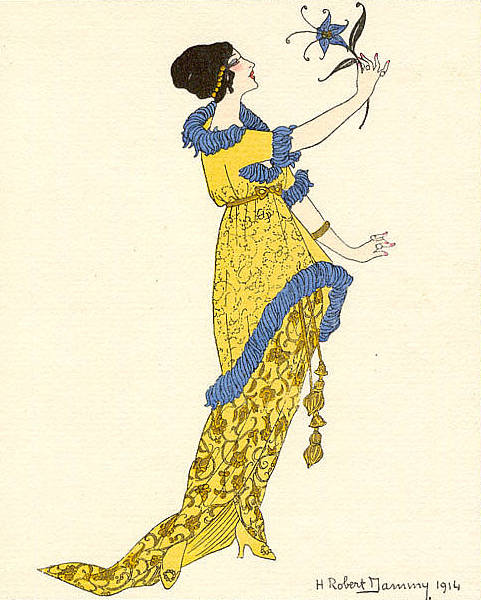
Abito, 1914
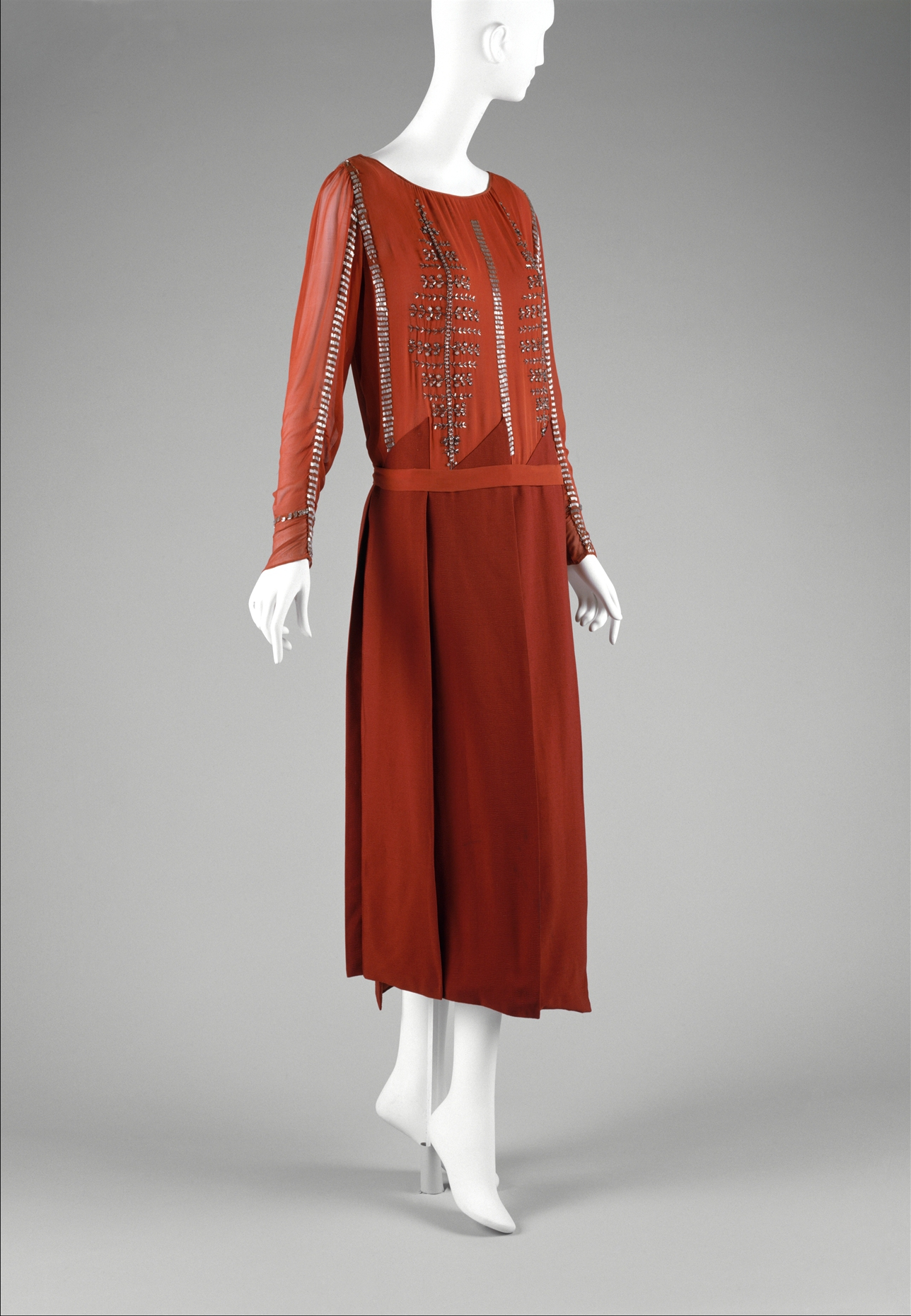
Abito da giorno, 1920–1923